# Pentacladus eucalypti
Pentacladus eucalypti är en insektsart som beskrevs av Günther Enderlein 1906. Pentacladus eucalypti ingår i släktet Pentacladus och familjen fransgaffelstövsländor. Inga underarter finns listade i Catalogue of Life.